# Sardoal (freguesia)
Sardoal is een plaats (freguesia) in de Portugese gemeente Sardoal en telt 2319 inwoners (2001).